# آرثر روبرتس (لاعب كرة قدم)
آرثر روبرتس (بالإنجليزية: Arthur Roberts)‏ (27 يناير 1907 في المملكة المتحدة - 27 يناير 1957 في المملكة المتحدة) هو لاعب كرة قدم بريطاني (وحمل سابقاً جنسية المملكة المتحدة لبريطانيا العظمى وأيرلندا) في مركز الظهير. لعب مع سوانزي سيتي ونادي ساوثهامبتون ونادي يورك سيتي.